# Бурирам Юнайтед
«Бурирам Юнайтед» (тайск. สโมสรฟุตบอลบุรีรัมย์ ยูไนเต็ด), ранее футбольный клуб ПЭА, профессиональный тайский футбольный клуб из провинции Бурирам. В настоящее время клуб участвует в Тайской Премьер-Лиге. Клуб был основан в 1970 году.
«Бурирам Юнайтед» впервые стал чемпионом Таиланда в 2008 году, а в 1998 году стал обладателем Королевского Кубка Хоара. Ранее клуб назывался ФК ПЭА (Футбольный клуб Провинциальной электроэнергетической администрации). Клуб ранее базировался в городе Аюттхая, однако в сезоне 2010 переехал на восток страны, в Бурирам. В сезоне 2011 года, «Бурирам ПЭА» оформил «треббл», став чемпионом Таиланда, завоевав Кубок страны и Кубок тайской лиги.

## История

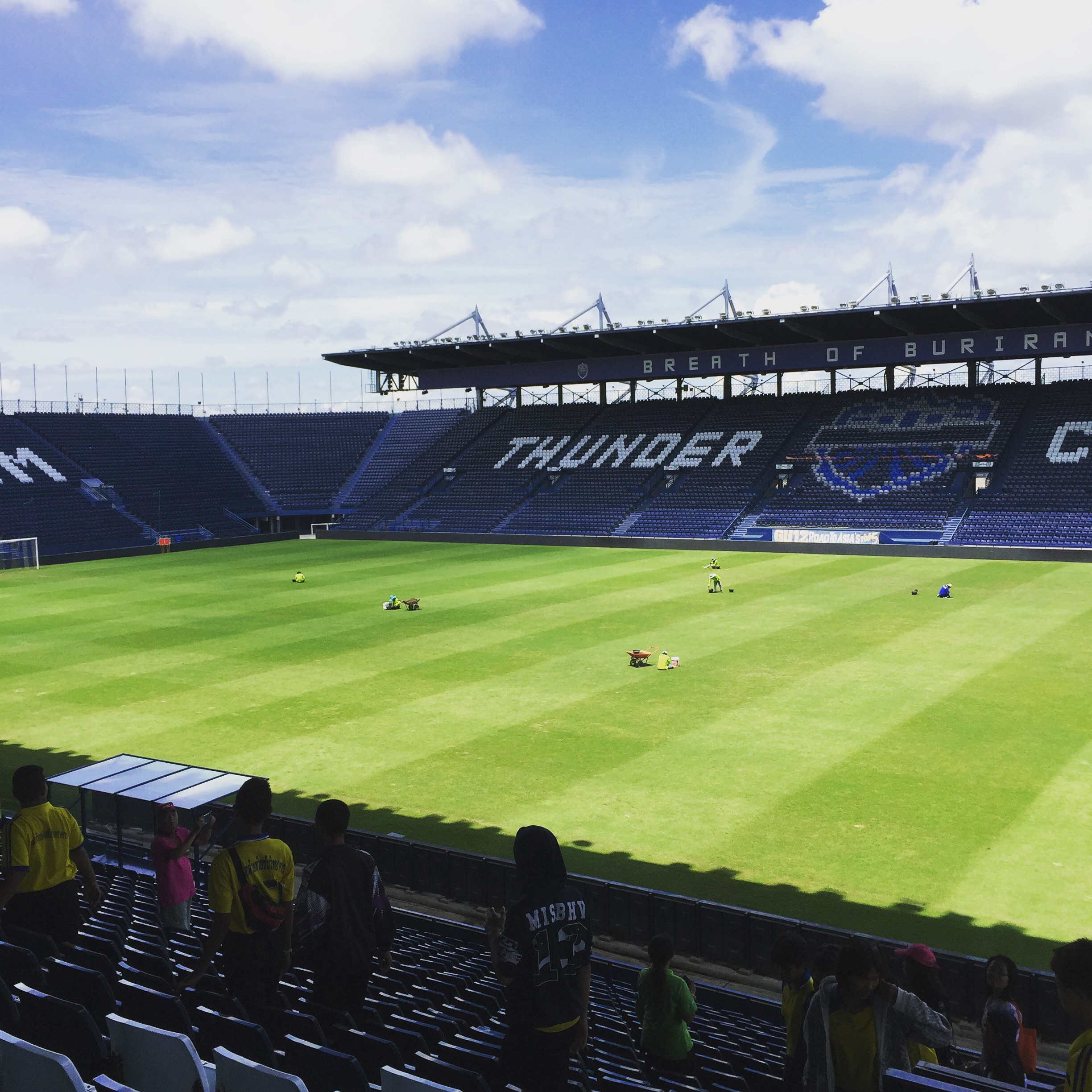
Чанг Арена

### Ранние годы
Клуб был основан в 1970 году, но первый успех к команде пришёл в 1998 году, после победы в Королевском Кубке Хоара, после чего клуб оказался в Первом дивизионе Таиланда. В сезоне 2002/03 клуб занял в этом турнире третье место. В стыковом матче за выход в тайскую Премьер-лигу команда проиграла «Тайской табачной монополии» со счётом 0:1. Год спустя, заняв второе место, команда вышла в элитный дивизион. По итогам своего первого сезона в Премьер-лиге команда заняла второе место, получив право участвовать в азиатской Лиге чемпионов. Однако в итоге клуб был дисквалифицирован. В следующих двух сезонах, в 2006 и 2007 гг., ПЭА финишировали только на 10 и 8 местах соответственно.
В прошлом у клуба не было постоянного домашнего стадиона, а из-за смены городов — и большого числа поклонников. Однако постепенно клуб обосновался в городе Аюттхая. В сезоне 2008 года у команды заметно увеличилось число болельщиков из числа жителей этого города. Одним из заметных событий в ходе того сезона стала победа над действующими чемпионами Таиланда, «Чонбури», что в итоге позволило ПЭА впервые в своей истории самим стать чемпионами страны.

### Первые крупные успехи

#### Сезон 2009
Перед началом сезона 2009 года между болельщиками и их клубом возникли разногласия. Первые хотели, чтобы клуб сменил своё название на «Аюттхая». Победа в чемпионате дала право на участие в отборочном турнире Лиги чемпионов АФК. Это было, вероятно, окончательной причиной, почему клуб не был переименован в «Аюттхая». В результате клуб остался в Аюттхае, а стадион был реконструирован. Кроме того, у клуба появился новый гимн. Также, клуб стал называть себя уже не в полное название «ФК Провинциальная электроэнергетическая администрация», а просто ФК ПЭА.
Чтобы претендовать на групповой этап Лиги чемпионов АФК 2009, ПЭА встретился с ФК «Вооруженные силы Сингапура». Уже на 6-й минуте счёт стал 1-0. После того как «Вооруженные силы» сравняли счёт на 29 минуте, игра перешла в Дополнительное время. В результате чего ПЭА проиграл со счётом 1-4. Благодаря поражению, клуб был квалифицирован только на Кубка АФК 2009. Там он встречался на групповом этапе с «Валенсией», «Хоум Юнайтед», «Биньзыонгом». До последнего момента, клуб продолжал претендовать на выход в следующий раунд, но для этого нужно было выиграть последний матч группы. В матче против «Хоум Юнайтед» они проиграли со счётом 1:3 и вылетели из турнира. Также у ПЭА были проблемы и в лиге. После летнего перерыва клуб занимал лишь 12-е место и был в опасности вылета. В мае 2009 года давний тренер команды Прапол Понпанич был освобождён от исполнения своих обязанностей. После плохих результатов в первой половине сезона давление фанатов стало слишком большим. Преемником Понпанича на должности главного тренера стал Тонсук Сампахансит. Клуб завершил сезон 2009 года на девятом месте.

### Бурирам и Невин Чидчоб

#### Сезон 2010—2011
В декабре 2009 года было объявлено, что политик, живущий в Бурираме, Невин Чидчоб покупает клуб. Ранее он уже безуспешно пытался купить клубы «ТОТ» и «Королевская тайская армия». Невин Чидчоб перевёз клуб в Бурирам и дал ему название Бурирам ПЭА. Тренером согласился стать Понгпан Вонгсуван. С 1998 года он был главным тренером ФК «ТОТ». В качестве новой звезды команды спустя короткое время был куплен Сучао Нучнум. Сучао ранее пять лет играл под руководством Понгпанa в «ТОТ».
В 2010 году Бурирам подписал Аттафола Буспакома, бывшего тренера «Муангтонг Юнайтед». В том сезоне он привёл Бурирам ко второму месту Чемпионата Таиланда 2010.
В начале сезона 2011 года клуб купил африканцев Франка Охандза, Франка Ачимпонга, Экваллу Германа, Кларенса Битанга и Флорана Обаму. Эквалла Герман и Флоран Обама стали игроками обороны, в то время как Франк Охандза и Франк Ачимпонг стали игроками нападения «Бурирама». Команда купила тайских игроков, таких как Рангсан Виватчайчок, Джаккрафан Каупром, Тиратон Бунматан, Сиварак Тедсунён. Только с одним поражением они стали чемпионами в конце сезона. Сезон 2011 года был завершен «Бурирамом» золотым хет-триком: тайской премьер-лигой, кубком Таиланда и кубком тайской лиги. Франк Охандза стал лучшим бомбардиром лиги, забив 19 голов. Выиграв лигу, «Бурирам ПЭА» попал в групповой этап Лиги чемпионов АФК 2012.

#### Сезон 2012
После победы в Кубке тайской лиги 2011 клуб провёл матч с командой «Вегалта Сендай» в рамках Премьер-кубка Тойоты на стадионе Супхачаласай перед началом сезона. «Бурирам» выиграл по пенальти 5-3, закончив матч со счётом 1-1, выиграв кубок.
В начале сезона 2012 года клуб был переименован в ФК «Бурирам Юнайтед». На групповом этапе в Лиге чемпионов АФК 2012, в первом официальном матче клуба, «Бурирам» победил чемпиона Джей-лиги 2011, «Касива Рейсол», со счётом 3-2 и стал первым клубом из Юго-Восточной Азии и Таиланда, который одержал победу над клубом Джей-лиги после введения Лиги чемпионов АФК в 2003 году. Во втором матче Бурирам играл в гостях против чемпиона Китая, «Гуанчжоу Эвергранд». «Бурирам» также стал первым клубом из Юго-Восточной Азии и Таиланда, который одержал победу над китайским клубом в Китае после победы над Гуанчжоу 1-2 на Стадионе Тяньхэ, голы забили Сучао Нучнум и Франк Ачимпонг. Тот матч завершил беспроигрышную серию «Гуанчжоу» дома, длившуюся 2 года. Однако, «Бурирам Юнайтед» проиграл в четырёх оставшихся матчах против чемпиона K-лиги 2011 «Чонбук Хёндэ Моторс» дома и на выезде, «Касиве Рейсол» и «Гуанчжоу Эвергранд» и заняли последнее место в группе.
За полтора сезона «Бурирам» подписал контракты с тайско-американским игроком из «Сан-Хосе Эртквейкс» Энтони Ампайпитаквонгом, французским игроком из «Эстегляля» Гораном Ерковичем, испанским игроком из «Расинга» Осмаром Барба, чтобы помочь команде выиграть два оставшихся трофея, Кубок Таиланда и Кубок Тайской Лиги. Они в конечном счёте выиграли кубок Таиланда и вышли в раунд плей-офф Лигу чемпионов АФК 2013. В конце сезона, «Бурирам» также сохранил Кубок Тайской лиги. В 2012 году в чемпионате страны клуб занял четвёртое место.

#### Сезон 2013
Перед началом сезона подписал контракт с тренером вратарей команды Микелем Тоузоном. Из-за своей производительности в товарищеских матчах, с «Бурирам Юнайтед» расторгли договоры Игор Бурзанович, Ли Санг-Мин, Ариэль Сантана и Сезар Элисондо. Перед началом сезона, Бурирам арендовал чилийского игрока «Унион Эспаньола» Рамсеса Бустоса и швейцарско-тайско-лаосского игрока из «Ивердона» Читчанока Ксайсенсуринтона. Они также подписали контракты с испанцем Кармело Гонсалесом из «Спортинг Хихон», игроком испанского «Райо Вальекано» Хуаном Куэро, филиппино-испанским футболистом Хавьером Патиньо из «Кордобы», японским игроком Каем Хирано из Каталле Тояма, южно-корейским игроком Ханом Чжэ-Вуном из «Инчхон Юнайтед», тайско-швейцарским игроком Чарилом Чаппуисом, и тайско-немецким игроком Деннисом Бушенингом. Контракт Рамсеса Бустоса был расторгнут в связи с его дисциплиной.
1 мая 2013 года «Бурирам Юнайтед» стал первым тайским клубом за десять лет, который добрался до плей-офф Лиги чемпионов АФК благодаря драматической ничьей 2:2 с «ФК Сеул», попав и в 1/8 финала и сменив тренера на Скотта Купера. Они также продолжили свой путь в четвертьфинал Лиги чемпионов АФК 2013 со счётом 2-1, победив узбекский клуб, «Бунёдкор» по сумме двух матчей. Однако, в четвертьфинале уступили клубу «Эстегляль», по сумме двух матчей проиграв со счётом 1-3.

## Форма
Основная форма
| 2011-2012 | 2013 | 2014 | ЛЧА 2014 |

Гостевая форма
| 2011-2012 | 2013 | 2014 |

## Стадион
Чанг Арена в Бурираме стал домашним стадионом «Бурирам Юнайтед» 11 июня 2011 года, заменив старый стадион, называемый Ай-Мобайл Стэдиум. Новый стадион был построен на сумму около 550 млн батов и в начале вмещал 24000 человек. Затем в 2014 году его модернизировали и вместимость увеличилась до 32600 зрителей. Стадион также называют «Громовой замок» (англ. Thunder Castle). Нью Ай-Мобайл Стэдиум расположен примерно в 3 километрах к юго-западу от центра Бурирама.
В официальных играх АФК и Лиги чемпионов АФК используется название Стадион Бурирам.

## Достижения
Домашние соревнования
- Чемпионат Таиланда по футболу
- - Победители (9): 2008, 2011, 2013, 2014, 2015, 2017, 2018, 2021/22, 2022/23
  - Вице-чемпионы (3): 2004/2005, 2010, 2020/21
- Первый дивизион Таиланда по футболу
  - Вице-чемпионы (1): 2003
- Кубок Таиланда по футболу
  - Победители (5): 2011, 2012, 2013, 2015, 2021/22
- Кубок тайской лиги по футболу
  - Победители (6): 2011, 2012, 2013, 2015, 2016, 2021/22
  - Финалисты (1): 2010
- Королевский кубок Кора
  - Победители (4) : 2013, 2014, 2015, 2016
  - Участники (2): 2009, 2012

Международные соревнования
- Лига чемпионов АФК 7 выступлений
  - 2009: Квалификационный раунд — Восточная Азия — полуфинал
  - 2012: Групповой этап
  - 2013: Четвертьфинал
  - 2014: Групповой этап
  - 2015: Групповой этап
  - 2016: Групповой этап
  - 2018: 1/8 финала
- Кубок АФК 1 выступление
  - 2009: Групповой этап
- Клубный Чемпионат Меконга
- - Победители (2): 2015, 2016

Золотые дубли
- Золотые дубли
  - Кубок Таиланда по футболу и Кубок тайской лиги по футболу (1): 2012

Золотые хет-трики/покеры
- Золотой хет-трик
  - Чемпионат Таиланда по футболу, Кубок Таиланда по футболу и Кубок тайской лиги по футболу (1): 2011
- Золотой покер
  - Чемпионат Таиланда по футболу, Кубок Таиланда по футболу, Кубок тайской лиги по футболу и Королевский кубок Кора (1): 2013

## Сезоны
| Сезон   | Лига     | Лига | Лига | Лига | Лига | Лига | Лига | Лига | Лига  | Кубок Таиланда | Кубок лиги | Кубок Королевы     | Королевский кубок Кора | Лига чемпионов АФК | Кубок АФК | Клубный АСЕАН | Лучший бомбардир лиги | Лучший бомбардир лиги |
| Сезон   | Дивизион | С    | В    | Н    | П    | ГЗ   | ГП   | Очки | Место | Кубок Таиланда | Кубок лиги | Кубок Королевы     | Королевский кубок Кора | Лига чемпионов АФК | Кубок АФК | Клубный АСЕАН | Имя                   | Голы                  |
| ------- | -------- | ---- | ---- | ---- | ---- | ---- | ---- | ---- | ----- | -------------- | ---------- | ------------------ | ---------------------- | ------------------ | --------- | ------------- | --------------------- | --------------------- |
| 2004/05 | ТПЛ      | 18   | 9    | 5    | 4    | 23   | 19   | 32   | 2     |                |            |                    |                        |                    |           | ГЭ            | Супакит Чиначай       | 10                    |
| 2006    | ТПЛ      | 22   | 6    | 4    | 12   | 23   | 32   | 22   | 10    |                |            |                    |                        | ГЭ                 |           |               | Супакит Чиначай       | 7                     |
| 2007    | ТПЛ      | 30   | 13   | 3    | 14   | 35   | 40   | 42   | 8     |                |            |                    |                        |                    |           |               | Тана Чанабут          | 7                     |
| 2008    | ТПЛ      | 30   | 18   | 7    | 5    | 38   | 15   | 61   | 1     |                |            |                    |                        |                    |           |               | Ронначай Рангсийо     | 16                    |
| 2009    | ТПЛ      | 30   | 9    | 9    | 12   | 37   | 41   | 36   | 9     | Р4             |            | Раунд на выбывание | ВЧ                     | К                  | ГЭ        |               | Сурия Домтайсонг      | 9                     |
| 2010    | ТПЛ      | 30   | 17   | 12   | 1    | 51   | 19   | 63   | 2     | Р4             | ВЧ         |                    |                        |                    |           |               | Сучао Нучнум          | 11                    |
| 2011    | ТПЛ      | 34   | 26   | 7    | 1    | 64   | 15   | 85   | 1     | П              | П          |                    |                        |                    |           |               | Франк Охандза         | 19                    |
| 2012    | ТПЛ      | 34   | 14   | 12   | 8    | 60   | 40   | 54   | 4     | П              | П          |                    | ВЧ                     | ГЭ                 |           |               | Франк Ачимпонг        | 12                    |
| 2013    | ТПЛ      | 32   | 23   | 9    | 0    | 73   | 23   | 78   | 1     | П              | П          |                    | П                      | ЧФ                 |           |               | Кармело Гонсалес      | 23                    |

| Чемпионы | Вице-чемпионы | Третье место | Повышение в классе | Выбывание | Продолжает участие |

| - С = Сыграно - В = Выиграно игр - Н = Игр в ничью - П = Проиграно игр - ГЗ = Голов забито - ГП = Голов пропущено | - ТПЛ = Тайская Премьер-лига | - КР1 = Первый квалификационный раунд - КР2 = Второй квалификационный раунд - КР3 = Третий квалификационный раунд - КР4 = Четвёртный квалификационный раунд - РПро = Промежуточный раунд - Р1 = Раунд 1 - Р2 = Раунд 2 - Р3 = Раунд 3 | - Р4 = Раунд 4 - Р5 = Раунд 5 - Р6 = Раунд 6 - ГЭ = Групповой этап - ЧФ = Четвертьфиналы - ПФ = Полуфиналы - ВЧ = Вице-чемпионы - П = Победители |

## Состав

### Основной состав
№ 12 закреплён за болельщиками клуба.

### Участия в турнирах АФК
| Сезон | Соревнование       | Раунд                     |                  | Клуб                | Дома           | В гостях |
| ----- | ------------------ | ------------------------- | ---------------- | ------------------- | -------------- | -------- |
| 2009  | Лига чемпионов АФК | Квалификационный плей-офф | Сингапур         | САФФК               | 1-4 (д.в.)     |          |
| 2009  | Кубок АФК          | Групповой этап            | Мальдивы         | Валенсия            | 4-1            | 1-3      |
|       |                    | Групповой этап            | Сингапур         | Хоум Юнайтед        | 2-1            | 3-1      |
|       |                    | Групповой этап            | Вьетнам          | Биньзыонг           | 1-3            | 1-1      |
| 2012  | Лига чемпионов АФК | Групповой этап            | Япония           | Касива Рейсол       | 3-2            | 1-0      |
|       |                    | Групповой этап            | Китай            | Гуанчжоу Эвергранд  | 1-2            | 1-2      |
|       |                    | Групповой этап            | Республика Корея | Чонбук Хёндэ Моторс | 0-2            | 3-2      |
| 2013  | Лига чемпионов АФК | Квалификационный плей-офф | Австралия        | Брисбен Роар        | 0-0 (пен. 3-0) |          |
|       |                    | Групповой этап            | Япония           | Вегалта Сэндай      | 1-1            | 1-1      |
|       |                    | Групповой этап            | Республика Корея | Сеул                | 0-0            | 2-2      |
|       |                    | Групповой этап            | Китай            | Цзянсу Сайнти       | 2-0            | 2-0      |
|       |                    | 1/8 финала                | Узбекистан       | Бунёдкор            | 2-1            | 0-0      |
|       |                    | Четвертьфинал             | Иран             | Эстегляль           | 1-2            | 1-0      |
| 2014  | Лига чемпионов АФК | Групповой этап            | Китай            | Шаньдун Лунэн       | 1-0            | 1-1      |
|       |                    | Групповой этап            | Республика Корея | Пхохан Стилерс      | 1-2            | 0-0      |
|       |                    | Групповой этап            | Япония           | Сересо Осака        | 2-2            | 4-0      |
| 2015  | Лига чемпионов АФК | Групповой этап            | Республика Корея | Соннам              | 2-1            | 1-2      |
|       |                    | Групповой этап            | Китай            | Гуанчжоу Фули       | 5-0            | 2-1      |
|       |                    | Групповой этап            | Япония           | Гамба Осака         | 1-2            | 1-1      |
| 2016  | Лига чемпионов АФК | Групповой этап            | Республика Корея | Сеул                | 0-6            | 1-2      |
|       |                    | Групповой этап            | Китай            | Шаньдун Лунэн       | 0-0            | 0-3      |
|       |                    | Групповой этап            | Япония           | Санфречче Хиросима  | 0-2            | 0-3      |
| 2018  | Лига чемпионов АФК | Групповой этап            | Китай            | Гуанчжоу Эвергранд  | 1-1            | 1-1      |
|       |                    | Групповой этап            | Республика Корея | Чеджу Юнайтед       | 0-2            | 1-0      |
|       |                    | Групповой этап            | Япония           | Сересо Осака        | 2-0            | 2-2      |
|       |                    | 1/8 финала                | Республика Корея | Чонбук Хёндэ Моторс | 3-2            | 0-2      |

## Главные тренеры
| Имя                      | Нац       | Период                      | Достижения |
| ------------------------ | --------- | --------------------------- | --- |
| Прапол Понпанич          | Таиланд   | 2004/05, 2008-Май 2009      | Тайская Премьер-Лига 2008 |
| Жозе Алвес Бервис        | Бразилия  | 2007                        | |
| Тонсук Сампахансит       | Таиланд   | Май 2009 — Октябрь 2009     | |
| Танадеч Фупрасёт         | Таиланд   | Ноябрь 2009 — Май 2010      | |
| Аттафол Буспаком         | Таиланд   | Май 2010 — Май 2013         | Тайская Премьер-Лига 2011 Кубок Таиланда 2011 Кубок тайской лиги 2011 Премьер-кубок Тойоты 2011 Кубок Таиланда 2012 Кубок тайской лиги 2012 Королевский кубок Кора 2013                                  |
| Скотт Купер              | Англия    | Май 2013 — Сентябрь 2013    | |
| Гильермо Ориоль Гиль     | Испания   | Сентябрь 2013               | |
| Алехандро Менендес       | Испания   | Сентябрь 2013 — Апрель 2014 | Тайская Премьер-Лига 2013 Кубок Таиланда 2013 Кубок тайской лиги 2013 Королевский кубок Кора 2014 |
| Божидар Бандович (врем.) | Сербия    | Апрель 2014 — Июнь 2014     | |
| Алешандре Гама           | Бразилия  | Июнь 2014 — Май 2016        | Тайская Премьер-Лига 2014 Кубок Таиланда 2015 Кубок тайской лиги 2015 Королевский кубок Кора 2015 Тайская Премьер-Лига 2015 Чемпионат Меконга 2015 Премьер Кубок Тойоты 2015 Королевский кубок Кора 2016 |
| Афшин Гхотби             | Иран      | Май 2016 — Август 2016      | |
| Ранко Попович            | Сербия    | Август 2016 — Июнь 2017     | Кубок тайской лиги 2016 Чемпионат Меконга 2016 |
| Божидар Бандович         | Сербия    | Июнь 2017 — Октябрь 2020    | Тайская Премьер-Лига 2017 Суперкубок Таиланда 2019 Тайская Премьер-Лига 2018 |
| Алешандре Гама           | Бразилия  | Октябрь 2020 — Ноябрь 2021  | |
| Масатада Ишии            | Япония    | Декабрь 2021 — Август 2023  | Чемпионат Таиланда по футболу 2021/22 Кубок Таиланда 2021/22 Кубок тайской лиги 2021/22 Чемпионат Таиланда по футболу 2022/23 Кубок Таиланда 2022/23 Кубок тайской лиги 2022/23                          |
| Артур Папас              | Австралия | Август 2023 — Март 2024     | |
| Жоржиньо                 | Бразилия  | Март 2024 — Май 2024        | Чемпионат Таиланда по футболу 2023/24 |
| Осмар Лосс               | Бразилия  | Июнь 2024 —                 | |

## Текущие тренеры
| Должность       | Имя             |
| --------------- | --------------- |
| Главный тренер  | Алешандре Гама  |
| Ассистент       | Владица Груйич  |
| Тренер вратарей | Зоран Мийянович |

### Руководство клуба
| Должность              | Имя                  |
| ---------------------- | -------------------- |
| Президент              | Невин Чидчоб         |
| Менеджер               | Тадтеп Фупитакпулсин |
| Директор по маркетингу | Тонджуа Чаткитчароен |
| Директор лаборатории   | Промунчай Нопсувай   |
| Директор               | Каноак Пинсеанг      |

## Мировой рейтинг
| Позиция | Страна      | Команда          |
| ------- | ----------- | ---------------- |
| 303     | Италия      | Палермо          |
| 304     | Катар       | Лехвия           |
| 305     | Англия      | Болтон Уондерерс |
| 306     | Таиланд     | Бурирам Юнайтед  |
| 307     | Азербайджан | Интер            |